# Kaladium dwubarwne

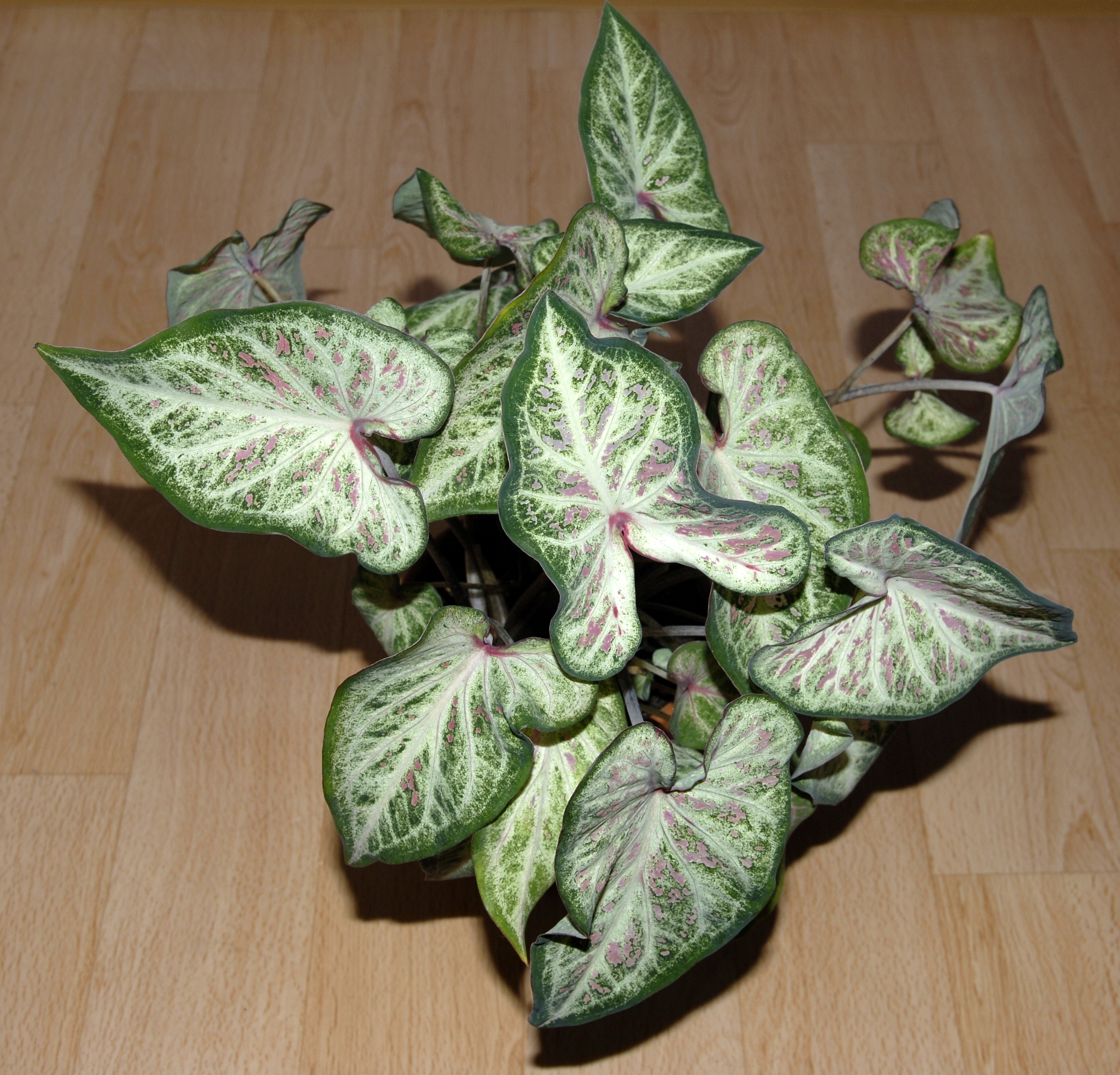
Odmiana 'Candyland'

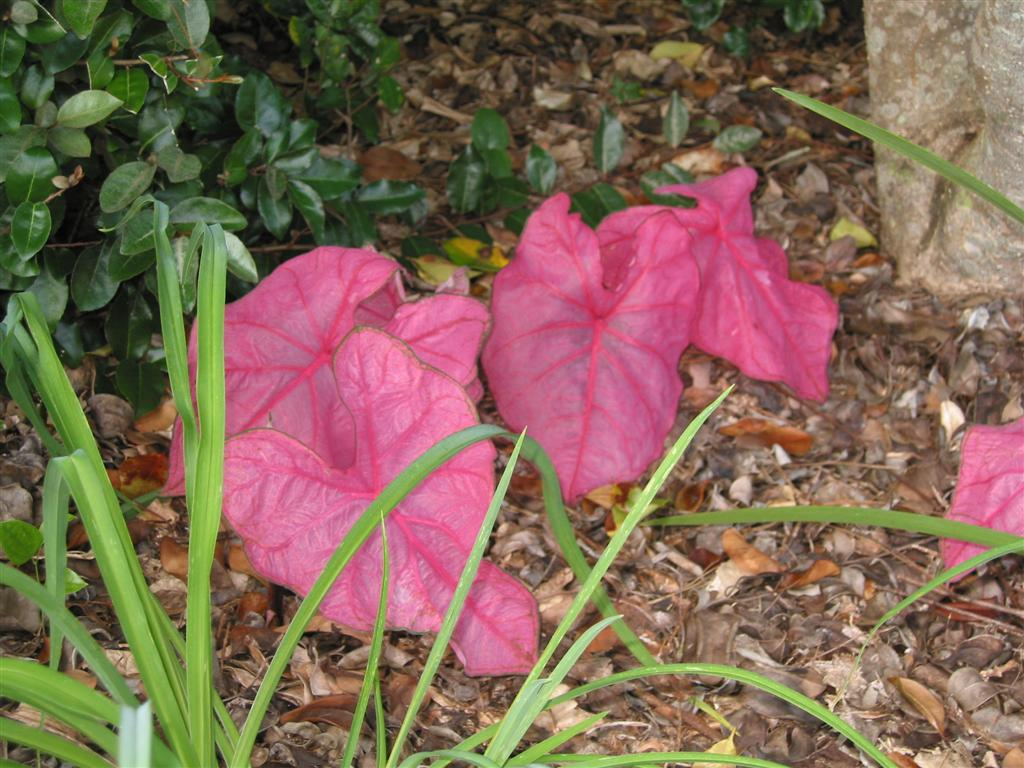
Odmiana 'Fannie Munson'

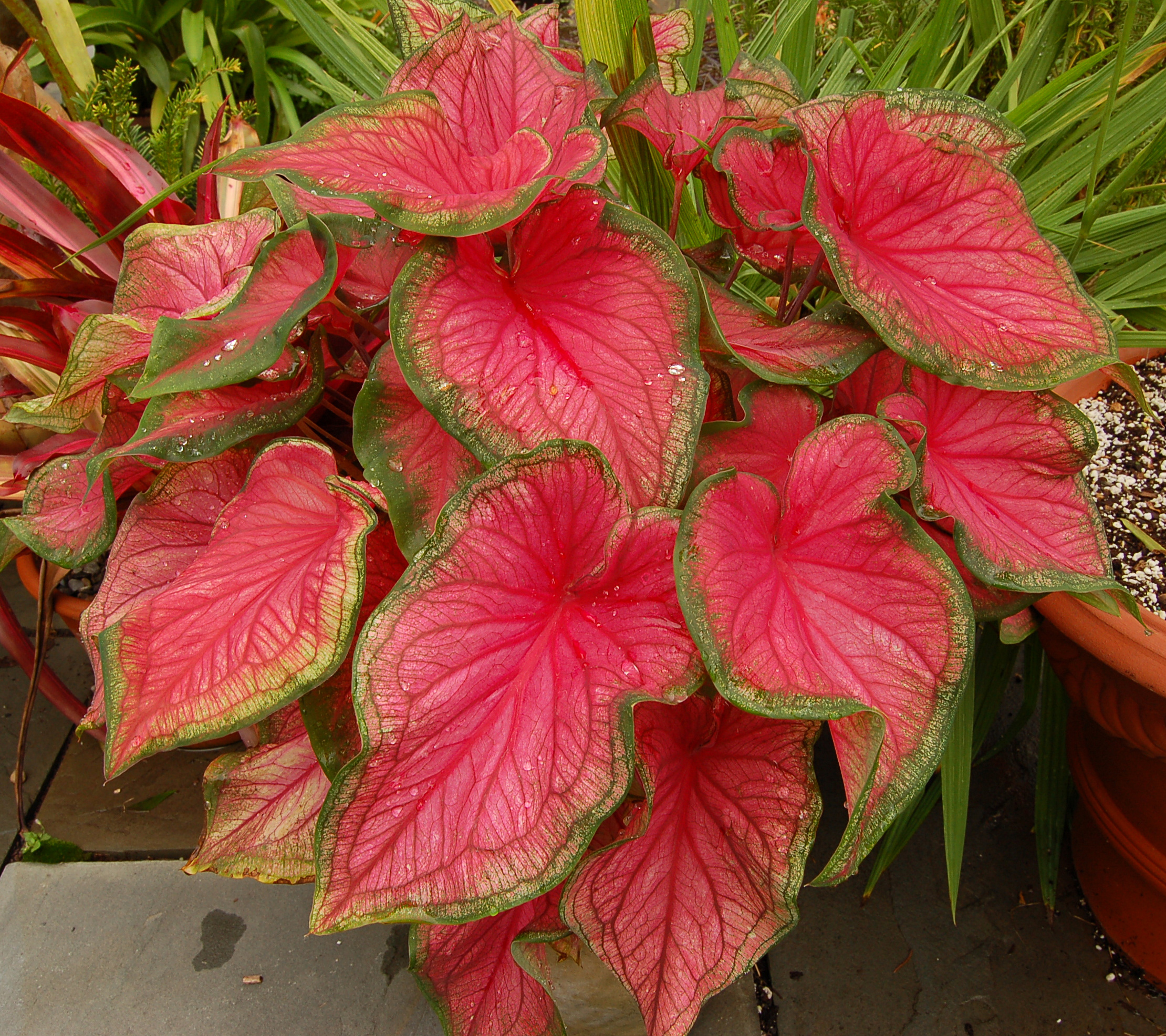
Odmiana 'Florida Sweetheart'

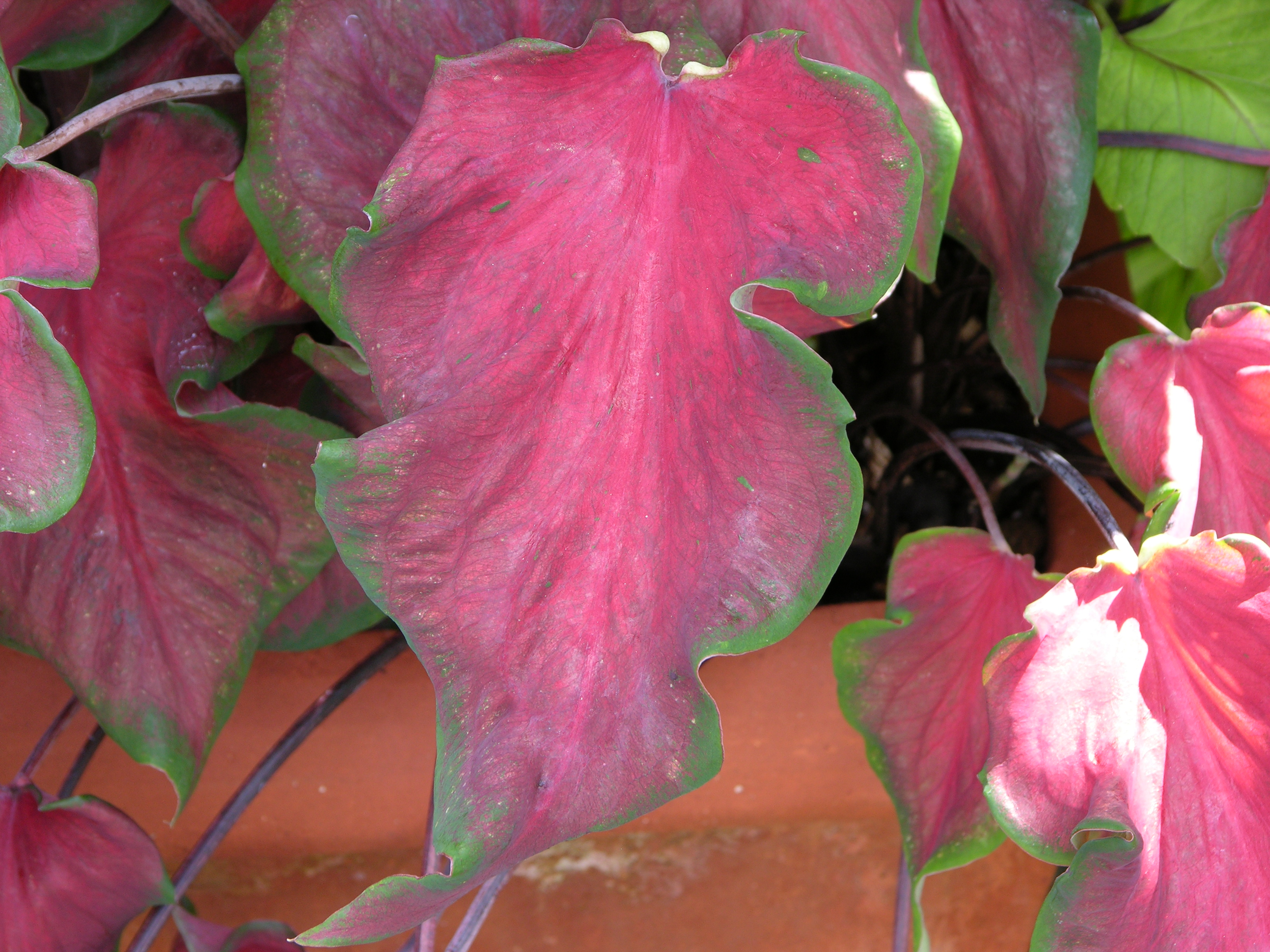
Odmiana 'Florida Red Ruffles'

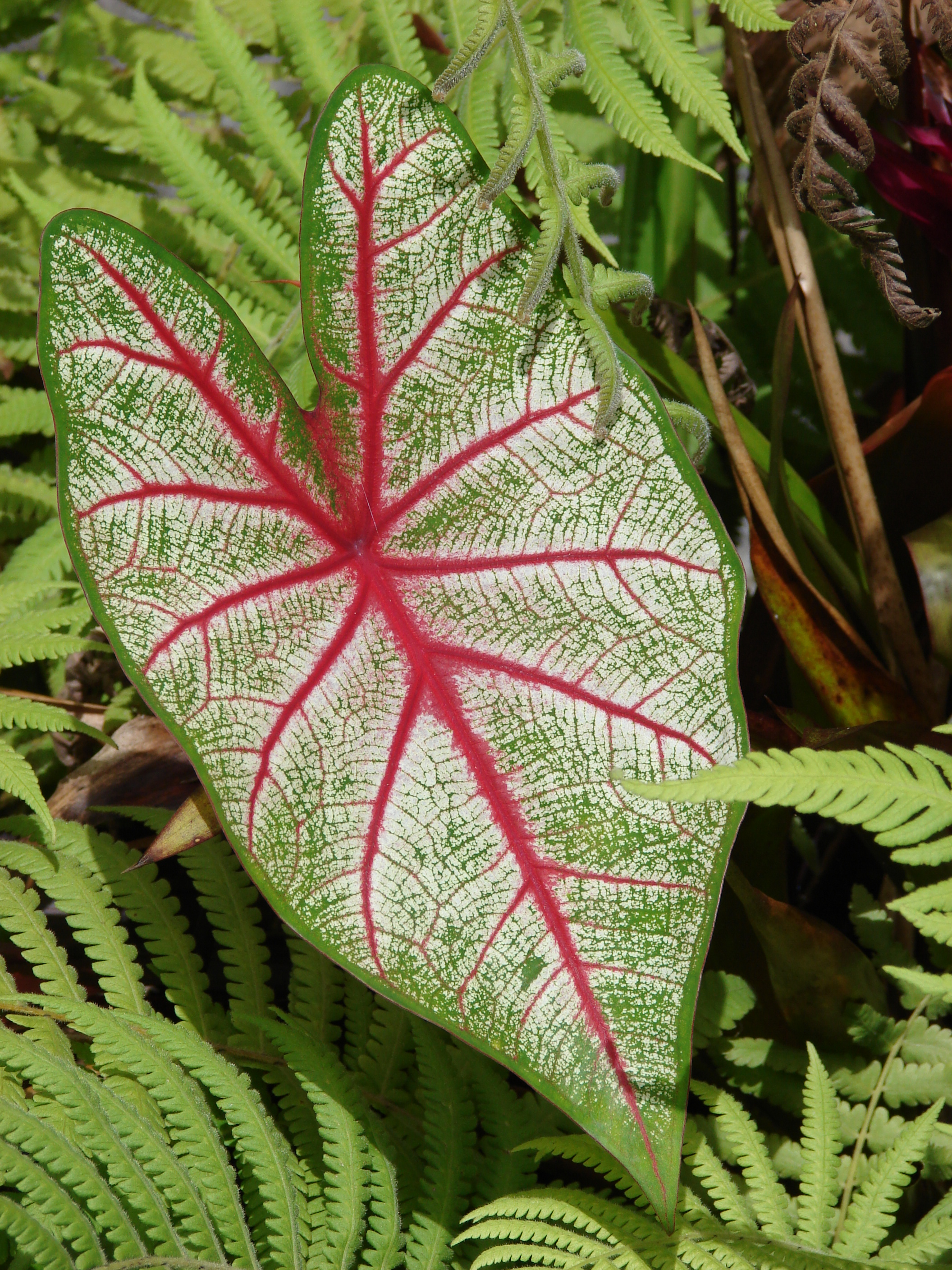
Odmiana 'Florida Sunrise'

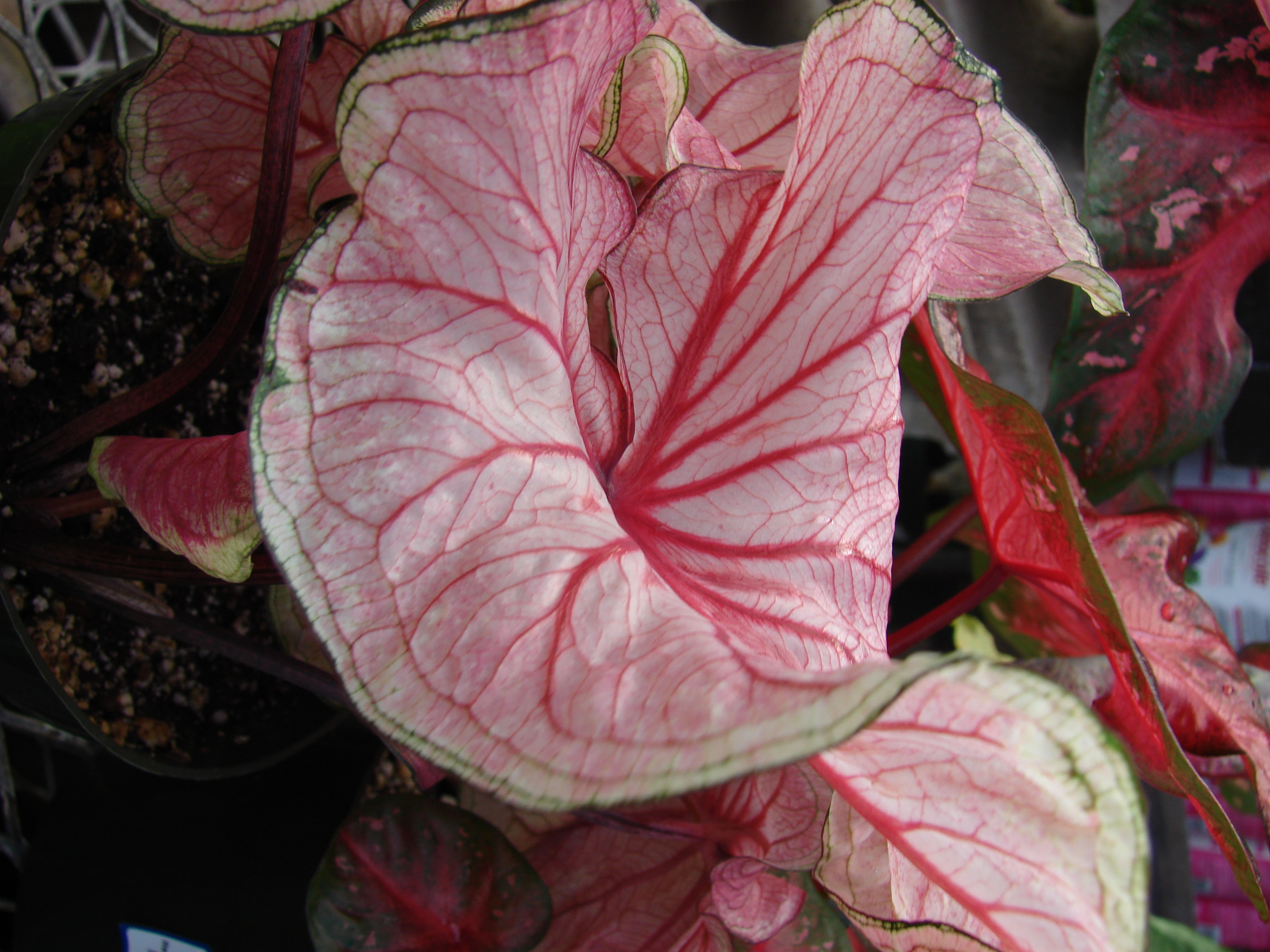
Odmiana z różowo-białymi liśćmi

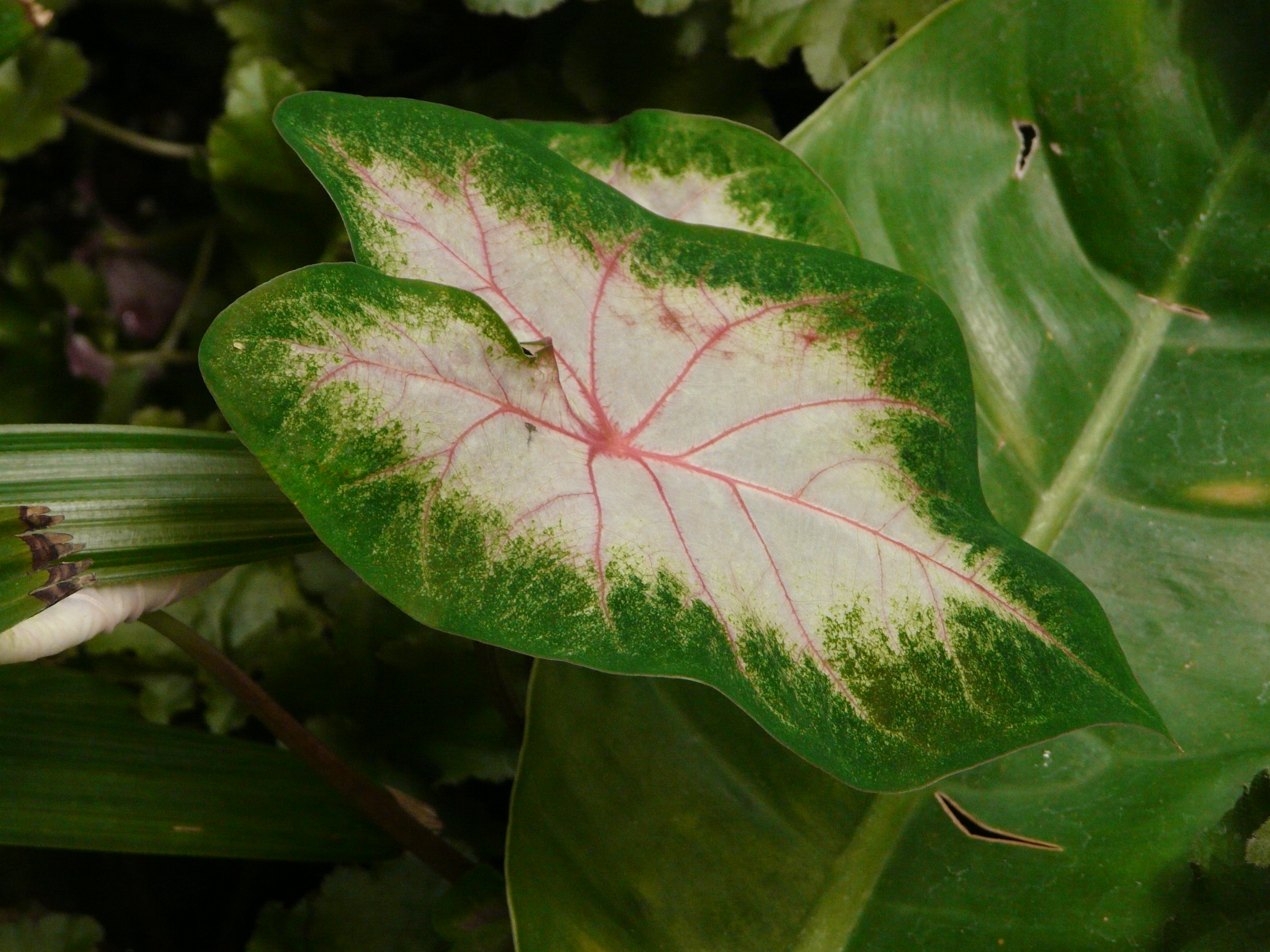
Odmiana z łososiowo-zielono-różowymi liśćmi

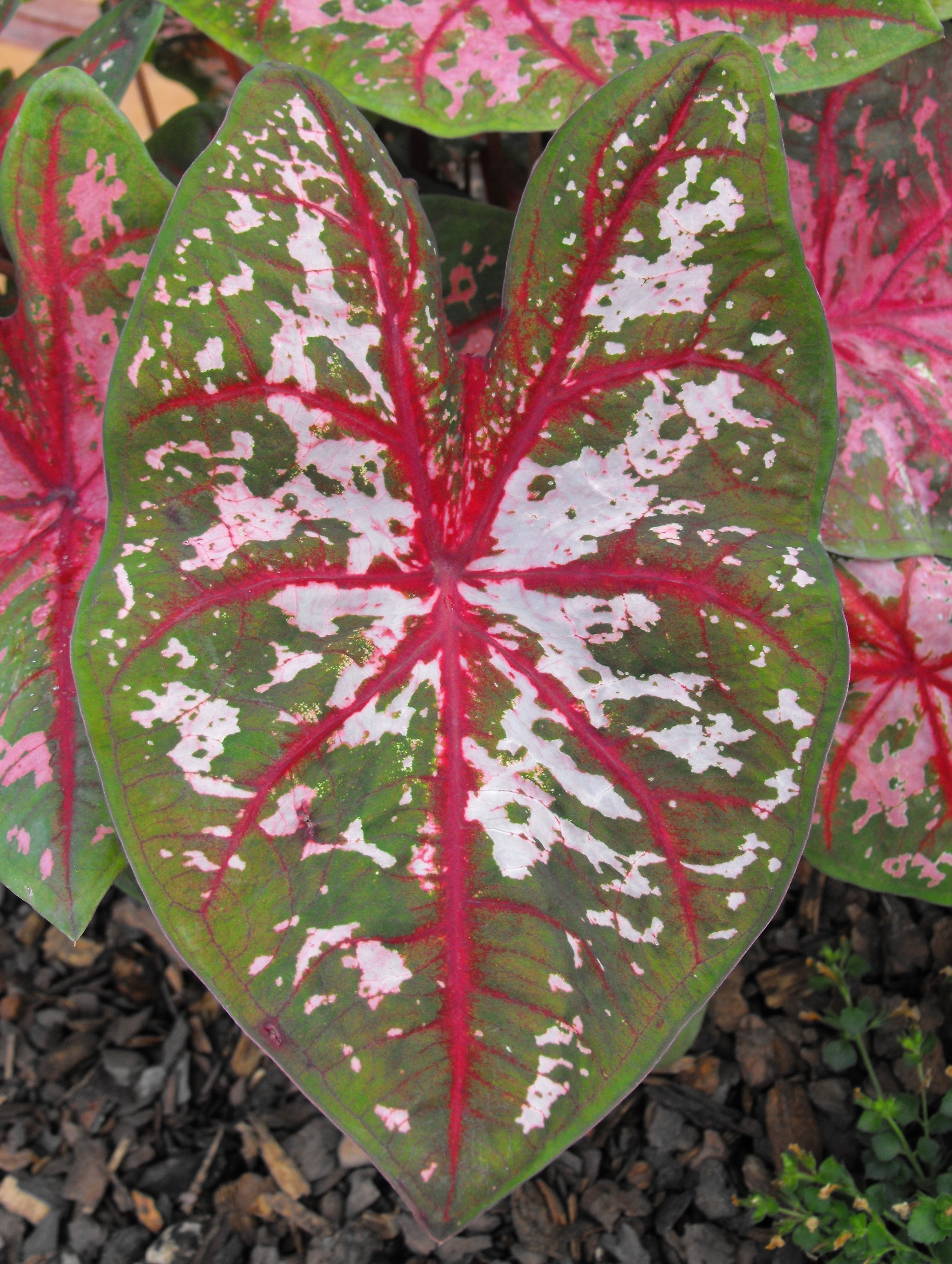
Odmiana 'Florida Calypso'

Kaladium dwubarwne (Caladium bicolor (Aiton) Vent.) – gatunek wieloletnich, ziemnopączkowych roślin zielnych z rodzaju kaladium. Pochodzi z Ameryki, gdzie występuje naturalnie w wilgotnych lasach równikowych na obszarze od Nikaragui do Argentyny. Uprawiany na całym świecie. W uprawie doniczkowej roślina rozpoczyna okres wegetacyjny późną zimą, zakwita późną wiosną, a pod koniec lata wchodzi w stan spoczynku. Cała roślina jest trująca, spożyta w większych ilościach powoduje zapalenie jelit.

## Morfologia
PokrójUprawiana w doniczce osiąga w warunkach klimatycznych Polski wysokość ok. 40 cm i średnicę ok. 30 cm.
ŁodygaPodziemna bulwa pędowa.
LiścieW sezonie wegetacyjnym wytwarza przeważnie od 1 do 12 długoogonkowych, odziomkowych liści, o blaszce sercowato-strzałkowatej, bardzo cienkiej i delikatnej. Są głównym walorem ozdobnym tej rośliny. Mają bardzo wyraziste kolory od zielonego poprzez czerwony, różowy do białego. U niektórych odmian blaszki liściowe mają jaśniejsze obrzeżenie. Nerwacja bardzo wyraźna, nerwy w liczbie 3–7 są przeważnie dużo ciemniejsze od blaszki, często są zupełnie innego koloru, np. u odmian o zielonych liściach nerwy są czerwone.
KwiatyDrobne, niepozorne, zebrane w białawą kolbę z wydłużonym wierzchołkiem, osłoniętą kremowobiałą lub zielonkawą pochwą. Kwiaty o budowie typowej dla przedstawicieli rodziny obrazkowatych. Kwiatostan jest mało efektowny i nie przedstawia większych walorów ozdobnych.
OwoceDość głęboko osadzony w pochwie owocostan składający się z zawierających liczne nasiona, białawych jagód.

## Kultywary
W uprawie znajdują się przeważnie nie typowa forma kaladium dwubarwnego, lecz jego kultywary i mieszańce z Caladium schomburgkii.
| Nazwa odmiany                                               | Dominująca barwa liści |
| ----------------------------------------------------------- | ---------------------- |
| Odmiany o liściach fantazyjnych (blaszki szeroko-sercowate) |                        |
| 'Aaron'                                                     | biało-zielona          |
| 'Blaze'                                                     | czerwona               |
| 'Candidum'                                                  | biało-zielona          |
| 'Carolyn Whorton'                                           | różowo-biało-zielona   |
| 'Dr. Groover'                                               | różowa                 |
| 'Fannie Munson'                                             | różowa                 |
| 'Festivia'                                                  | różowo-zielona         |
| 'Florida Cardinal'                                          | czerwono-zielona       |
| 'Gingerland'                                                | zielono-czerwona       |
| 'Irene Dark'                                                | czerwona               |
| 'Jubilee'                                                   | biało-łososiowa        |
| 'June Bride'                                                | biało-zielona          |
| 'Miss Chicago'                                              | łososiowo-czerwona     |
| 'Pink Beauty'                                               | różowo-czerwona        |
| 'Red Flash'                                                 | czerwona               |
| 'White Christmas'                                           | biało-zielona          |
| 'White Queen'                                               | biało-czerwona         |
| Odmiany o liściach lancowatych (blaszki wąsko-lancetowate)  |                        |
| 'Clarice'                                                   | różowa                 |
| 'Jackie Suthers'                                            | biała                  |
| 'Lance Whorton'                                             | różowo-czerwona        |
| 'Mumbo'                                                     | różowa                 |
| 'Pink Gem'                                                  | różowo-biała           |
| 'Rosalie'                                                   | czerwona               |
| 'Sea Gull'                                                  | biało-zielona          |
| 'Sunset'                                                    | łososiowo-biała        |
| 'Sweet Heart'                                               | różowa                 |
| 'Tropicana'                                                 | łososiowo-biała        |
| 'White Wing'                                                | biało-różowa           |

## Synonimy
Synonimy nomenklatoryczne
- Arum bicolor (Aiton) Vent.
- Cyrtospadix bicolor (Aiton) Britton & P.Wilson

Synonimy taksonomiczne
| - Alocasia rex N.E.Br. - Alocasia roezlii N.E.Br. - Arum pellucidum Fulchir ex Kunth - Arum pulchrum Salisb. - Arum vermitoxicum Vell. - Caladium albopunctatissimum Jacob-Makoy ex H.Karst. - Caladium amoenum Engl. - Caladium appunianum Engl. - Caladium argyrospilum Lem. - Caladium barraquinii Hérincq - Caladium bicolor f. argyrospilum (Lem.) Engl. - Caladium bicolor f. barraquinii (Hérincq) Engl. - Caladium bicolor f. brongniartii (Lem.) Engl. - Caladium bicolor f. chantinii (Lem.) Engl. - Caladium bicolor f. devosianum (Lem.) Engl. - Caladium bicolor f. haematostigma (Kunth) Engl. - Caladium bicolor f. macrophyllum (Lem.) Engl. - Caladium bicolor f. mirabile (Lem.) Engl. - Caladium bicolor f. neumannii (Lem.) Engl. - Caladium bicolor f. perrieri (Lem.) Engl. - Caladium bicolor f. poecile (Schott) Engl. - Caladium bicolor f. regale (Lem.) Engl. - Caladium bicolor f. robustum Jonker - Caladium bicolor f. splendens (K.Koch & Fint.) Engl. - Caladium bicolor f. vellozianum (Schott) Engl. - Caladium bicolor f. verschaffeltii (Lem.) Engl. - Caladium bicolor f. wightii (Lem.) Engl. - Caladium bicolor subvar. donizettii Engl. - Caladium bicolor subvar. rosaceum Engl. - Caladium bicolor var. albomaculatum Engl. - Caladium bicolor var. argyrospilum (Lem.) Engl. - Caladium bicolor var. barraquinii (Hérincq) Engl. - Caladium bicolor var. bohemicum Engl. - Caladium bicolor var. brongniartii (Lem.) Engl. - Caladium bicolor var. chantinii (Lem.) Engl. - Caladium bicolor var. curwadlii Engl. - Caladium bicolor var. devosianum (Lem.) Engl. - Caladium bicolor var. duchartrei Engl. - Caladium bicolor var. eckhartii Engl. - Caladium bicolor var. enkeanum (K.Koch) Engl. - Caladium bicolor var. haematostigma Kunth - Caladium bicolor var. hendersonii Engl. - Caladium bicolor var. houbyanym Engl. - Caladium bicolor var. houlletii (Lem.) Engl. - Caladium bicolor var. ketteleri Engl. - Caladium bicolor var. kochii Engl. - Caladium bicolor var. kramerianum Engl. - Caladium bicolor var. laucheanum (K.Koch) Engl. - Caladium bicolor var. leopoldii Engl. - Caladium bicolor var. lindenii Engl. - Caladium bicolor var. macrophyllum (Lem.) Engl. - Caladium bicolor var. marginatum (K.Koch & C.D.Bouché) Engl. - Caladium bicolor var. mirabile (Lem.) Engl. - Caladium bicolor var. neumannii (Lem.) Engl. - Caladium bicolor var. pellucidum (DC.) Kunth - Caladium bicolor var. perrieri (Lem.) Engl. - Caladium bicolor var. pictum (DC.) Kunth - Caladium bicolor var. poecile (Schott) Engl. - Caladium bicolor var. regale (Lem.) Engl. - Caladium bicolor var. roseomaculatum Engl. - Caladium bicolor var. rubellum (K.Koch & Fint.) Engl. - Caladium bicolor var. rubicundum Engl. - Caladium bicolor var. rubrivenium Engl. - Caladium bicolor var. sieboldii Engl. - Caladium bicolor var. splendens (K.Koch & Fint.) Engl. - Caladium bicolor var. stangeanum (K.Koch) Engl. - Caladium bicolor var. surinamense (Miq.) Engl. - Caladium bicolor var. transparens Engl. - Caladium bicolor var. vellozianum (Schott) Engl. - Caladium bicolor var. vermitoxicum (Vell.) Stellfeld - Caladium bicolor var. verschaffeltii (Lem.) Engl. - Caladium bicolor var. wightii (Lem.) Engl. | - Caladium brongniartii Lem. - Caladium chantinii Lem. - Caladium concolor K.Koch - Caladium connaertii Engl. - Caladium curwadlii Engl. - Caladium devosianum Lem. - Caladium discolor Engl. - Caladium duchartrei Engl. - Caladium dussii Sieber & Voss - Caladium eckhartii Lem. ex Engl. - Caladium enkeanum K.Koch - Caladium firmulum Schott - Caladium gaerdtii K.Koch & Fint. - Caladium griseoargenteum Engl. - Caladium haageanum K.Koch - Caladium hendersonii Engl. - Caladium hortulanum Bridsey - Caladium houbyanum Engl. - Caladium houlletii Lem. - Caladium jacquinii Ten. - Caladium ketteleri Engl. - Caladium kochii K.Koch - Caladium kramerianum Engl. - Caladium laucheanum K.Koch - Caladium leopoldii Engl. - Caladium lindenii Engl. - Caladium macrophyllum Lem. - Caladium marginatum K.Koch & C.D.Bouché - Caladium marmoratum Mathieu ex K.Koch - Caladium martersteigianum Engl. - Caladium medioradiatum L.Linden & Rodigas - Caladium mirabile Lem. - Caladium mooreanum Engl. - Caladium neumannii Lem. - Caladium ottonis Engl. - Caladium pallidinervium Engl. - Caladium pallidum K.Koch & C.D.Bouché - Caladium pellucidum DC. - Caladium perrieri Lem. - Caladium pictum DC. - Caladium poecile Schott - Caladium punctatissimum Engl. - Caladium purdieanum Schott - Caladium pusillum K.Koch - Caladium regale Lem. - Caladium reichenbachianum Stange ex Engl. - Caladium rougieri Verschaff. - Caladium rubellum K.Koch & Fint. - Caladium rubricaule Lem. - Caladium rubrovenium Engl. - Caladium sagittifolium Sieber ex Engl. - Caladium sieboldii Engl. - Caladium sororium Schott - Caladium splendens K.Koch & Fint. - Caladium spruceanum Schott - Caladium stangeanum K.Koch - Caladium steudneriifolium Engl. - Caladium surinamense Miq. - Caladium thelemannii Verschaff. - Caladium thripedestum Lem. - Caladium vellozianum Schott - Caladium verschaffeltii Lem. - Caladium wagneri Engl. - Caladium wightii Lem. |

## Uprawa
WymaganiaOptymalne podłoże dla kaladium powinno stanowić mieszankę torfu lub innego komponentu chłonącego wodę, piasku lub perlitu, zapewniającego drenaż, oraz kompostu lub ziemi inspektowej. Od początku okresu wegetacji rośliny powinny być obficie podlewane (ale nie zalewane) tak, aby podłoże było stale wilgotne. Przesuszenia podłoża może skutkować zainicjowaniem przejścia rośliny w okres spoczynku. Aby zapewnić roślinie wymaganą stałą wilgotność powietrza doniczkę można umieścić w większym pojemniku z wilgotnym torfem lub umieścić na podstawce z keramzytem i wodą. Kaladia wymagają intensywnego, ale nie bezpośredniego oświetlenia. Zbyt słabe spowoduje nieprawidłowe wybarwienie liści oraz intensywny wzrost na długość, skutkujący "wyciągnięciem" oraz osłabieniem rośliny. Silne bezpośrednie światło może natomiast poparzyć liście. W okresie wegetacji temperatura powinna być utrzymywana na poziomie 21–30 °C w dzień i 18–30 °C w nocy. Rośliny tolerują krótkotrwały spadek temperatury do 13 °C, jednak dłuższe utrzymywanie się temperatury poniżej 15 °C lub jej spadek do 10 °C skutkuje uszkodzeniem rośliny, a nawet jej śmiercią. Ze względu na swoje wymagania kaladia nadają się szczególnie do szklarenek przyokiennych, paludarium i wilgotnego terrarium.
PielęgnacjaW uprawie pokojowej bulwy powinny być sadzone pod koniec zimy do doniczek o średnicy około 4 cm większej od średnicy bulwy i przykryte około 3 cm warstwą podłoża. W celu zapewnienia bujniejszego ulistnienia i zmniejszenia wysokości rośliny bulwy przed sadzeniem mogą być pozbawione głównego, wierzchołkowego pędu poprzez jego wycięcie na głębokości od 1 do 3 mm i średnicy nie większej niż 6 mm. Po tym zabiegu bulwa wytworzy kilka pędów bocznych. W okresie wegetacyjnym rośliny powinny być regularnie nawożone, przy czym w przypadku kultywarów o białych blaszkach liściowych, nawóz powinien być ubogi w azot. Podlewanie roślin należy ograniczyć pod koniec sierpnia.
PrzechowywaniePo przejściu rośliny w okres spoczynku umyte, pokryte środkiem grzybobójczym i wysuszone bulwy powinny być przechowywane przez okres 6–16 tygodni, w temperaturze 21–27 °C, w miejscu wentylowanym, o wilgotności około 75%.
TransportRośliny mogą być transportowane jedynie w temperaturze około 21 °C. Zaciemnienie kaladium na okres 3 dni w temperaturze około 13 °C powoduje utratę przez roślinę około połowy liści.
RozmnażaniePrzez podział bulwy w okresie sadzenia (miejsce cięcia należy posypać węglem drzewnym) lub z nasion. Nasiona powinny być wysiane na powierzchni mieszanki torfu i piasku. W ciepłym i wilgotnym miejscu rośliny wykiełkują po około 2 tygodniach. W uprawie kaladium dość łatwe jest uzyskanie własnych odmian uprawnych poprzez sztuczne zapylenie krzyżowe dwóch roślin, jednak aby zapylenie było skuteczne musi być wykonane między godziną 11:00 a 16:00.
Szkodniki i chorobyKaladium dwubarwne jest atakowane przez Caladium virus X (CalVX), wywołujący chlorozę, której objawem są przebarwienia i deformacje liści. Rośliny z tego rodzaju podatne są również na gnicie bulw wywołane przez bakterie Pectobacterium carotovorum oraz grzyby Pellicularia rolfsii, Rhizopus nigricans i Fusarium solani. W celu zapobieżenia zakażeniu rośliny nie powinny być zalewane, a bulwy powinny być przechowywane w dobrze wentylowanych miejscach o relatywnie niskiej wilgotności. Bulwy zaatakowane przez grzyby mogą być uratowane przez zalanie na 30 minut wodą o temperaturze 50 °C, a następnie posadzenie w czystym podłożu. W okresie przechowywania bulw mogą one zostać zaatakowane przez roztocze i wełnowce. Liście roślin są atakowane przez roztocze, mszyce, molowate, a w ogrodach również larwy motyli.